# DdRNAi
La DNA-directed RNA interference (ddRNAi) és una tècnica en biotecnologia genètica que podria ser capaç de silenciar els gens que causen diverses malalties incloent el HIV, hepatitis i càncer i a més, la inhibició de l'expressió gènica aconseguida mitjançant aquesta tècnica podria tractar malalties hereditàries. L'ARN d'interferència (RNAi) i les tècniques que se'n deriven ha estat descrita pel premi Nobel Phillip Sharp com el sistema més important per l'avenç científic aparegut en molts anys, segons un article de la revista Science de l'any 2002. El RNAi és un mecanisme cel·lular que, de manera selectiva, nega l'expressió de qualsevol gen mitjançant la destrucció de l'ARN missatger. Mick Graham, de la companyia biotecnològica Benitec de Queensland (Austràlia) ha desenvolupat la tècnica millorada que anomena ddRNAi.